# Greensburg (Louisiana)
Greensburg is een plaats (town) in de Amerikaanse staat Louisiana, en valt bestuurlijk gezien onder St. Helena Parish.

## Demografie
Bij de volkstelling in 2000 werd het aantal inwoners vastgesteld op 631.
In 2006 is het aantal inwoners door het United States Census Bureau geschat op 642, een stijging van 11 (1,7%).

## Geografie
Volgens het United States Census Bureau beslaat de plaats een oppervlakte van
6,5 km², geheel bestaande uit land. Greensburg ligt op ongeveer 67 m boven zeeniveau.

## Plaatsen in de nabije omgeving
De onderstaande figuur toont nabijgelegen plaatsen in een straal van 20 km rond Greensburg.